# Portulaca greenwayi
Portulaca greenwayi är en portlakväxtart som beskrevs av Michael George Gilbert. Portulaca greenwayi ingår i släktet portlaker, och familjen portlakväxter. Inga underarter finns listade i Catalogue of Life.